# Distribuzione di Fisher-Snedecor
In teoria delle probabilità la distribuzione di Fisher-Snedecor (o F di Snedecor, o Z di Fisher) è una distribuzione di probabilità continua che regola il rapporto "riscalato" tra due variabili aleatorie che seguono due distribuzioni {\displaystyle \chi ^{2}}.
Viene impiegata nell'analisi della varianza e in generale per l'omonimo test F.
Prende il nome dai matematici George W. Snedecor (statunitense) e Ronald Fisher (britannico).

## Definizione
La distribuzione di Fisher-Snedecor con parametri i numeri naturali {\displaystyle (m,n)} governa la variabile aleatoria
{\displaystyle F={\frac {X/m}{Y/n}}},
dove {\displaystyle X} e {\displaystyle Y} sono variabili aleatorie indipendenti con rispettive distribuzioni chi quadrato con {\displaystyle m} ed {\displaystyle n} gradi di libertà, {\displaystyle \chi ^{2}(m)} e {\displaystyle \chi ^{2}(n)}.

### Caratteristiche
La distribuzione di Fisher-Snedecor di parametri {\displaystyle (m,n)} ha funzione di densità di probabilità
{\displaystyle f(x)={\frac {1}{\mathrm {B} ({\tfrac {m}{2}},{\tfrac {n}{2}})}}{\frac {1}{x}}\left({\frac {m^{m}n^{n}x^{m}}{(mx+n)^{m+n}}}\right)^{\frac {1}{2}}},
dove {\displaystyle \mathrm {B} (\alpha ,\beta )} è la funzione beta.
La sua funzione di ripartizione è data dalla funzione beta incompleta regolarizzata,
{\displaystyle F(x)=I_{\tfrac {mx}{mx+n}}({\tfrac {m}{2}},{\tfrac {n}{2}})}.
La distribuzione ha momenti semplici di ordine {\displaystyle k} infiniti per {\displaystyle k>n/2}, altrimenti pari a
{\displaystyle \mu _{k}={\frac {n^{k}}{m^{k}}}\cdot {\frac {m(m+2)(m+4)\cdots (m+2k-2)}{(n-2)(n-4)(n-6)\cdots (n-2k)}}}.
In particolare ha
- speranza matematica pari a
{\displaystyle E[F]={\frac {n}{n-2}}{\mbox{ per }}n>2;}
- varianza pari a
{\displaystyle {\text{Var}}(X)={\frac {2n^{2}(m+n-2)}{m(n-2)^{2}(n-4)}}{\mbox{ per }}n>4;}
- indice di asimmetria pari a
{\displaystyle \gamma _{1}=2{\sqrt {\tfrac {2(n-4)}{m(m+n-2)}}}{\tfrac {2m+n-2}{n-6}}{\mbox{ per }}n>6;}
- indice di curtosi pari a
{\displaystyle \gamma _{2}=12\cdot {\frac {n^{3}+5mn^{2}+5m^{2}n-8n^{2}-32mn+22m^{2}+20n+44m-16}{m(m+n-2)(n-6)(n-8)}}{\mbox{ per }}n>8.}

La sua moda è {\displaystyle 0} se {\displaystyle m\leqslant 2} e
{\displaystyle {\frac {m-2}{m}}{\frac {n}{n+2}}} se {\displaystyle m\geqslant 2}.

## Altre distribuzioni
Per definizione, se una variabile aleatoria {\displaystyle F={\tfrac {X/m}{Y/n}}} segue la distribuzione di Fisher-Snedecor di parametri {\displaystyle (m,n)}, allora la sua inversa {\displaystyle F^{-1}={\tfrac {Y/n}{X/m}}} segue la distribuzione di Fisher-Snedecor di parametri {\displaystyle (n,m)}.
Questa relazione permette di esprimere i quantili di una distribuzione in termini dei quantili dell'altra:
{\displaystyle P(F^{-1}\leqslant q)=P(F\geqslant q^{-1})=1-P(F\leqslant q^{-1})}.
Una generalizzazione di questa distribuzione è la distribuzione di Fisher-Snedecor non centrale, per la quale la variabile aleatoria {\displaystyle X} nella definizione di {\displaystyle F={\tfrac {X/m}{Y/n}}} può seguire una distribuzione chi quadrato non centrale.
Se {\displaystyle T} è una variabile aleatoria con distribuzione t di Student di parametro {\displaystyle \nu }, allora {\displaystyle F=T^{2}} segue la distribuzione di Fisher-Snedecor di parametri {\displaystyle (1,\nu )}.
Se {\displaystyle T^{2}} è una variabile aleatoria con distribuzione di Hotelling di parametri {\displaystyle (p,m)}, allora {\displaystyle F={\tfrac {m-p+1}{mp}}T^{2}} segue la distribuzione di Fisher-Snedecor di parametri {\displaystyle (p,m-p+1)}.
Se la variabile aleatoria {\displaystyle F} segue la distribuzione di Fisher-Snedecor di parametri {\displaystyle (m,n)}, allora {\displaystyle B={\frac {mF}{mF+n}}} segue la distribuzione Beta {\displaystyle \mathrm {B} ({\tfrac {m}{2}},{\tfrac {n}{2}})}.